# اکس-پری صحرا ۲۰۲۱
اکس-پری صحرا ۲۰۲۱ یک مسابقه آفرود از سری مسابقات اکستریم ای بود که در ۳ و ۴ آوریل ۲۰۲۱ در العلا، عربستان سعودی برگزار شد. این رویداد اولین مسابقه قهرمانی فصل افتتاحیه سری خودروهای مسابقه‌ای الکتریکی آفرود بود. یوهان کریستوفرسن و مولی تیلور با تیم روزبرگ اکس ریسینگ پیش از آندرتی یونایتد اکستریم ای و تیم اکس۴۴ به پیروزی رسیدند.